# Волобуевы
Волобуевы (Волобаевы, Волобоевы) — древний русский дворянский род.
Род внесён в VI часть родословной книги Орловской губернии.

## История рода
Сын боярский Воин Сидорович и вдова Григория — Ольга (Ольгиня) с сыновьями Романом (род. 1584) и Ермолаем (род. 1591), а также семь представителей рода владели поместьями в Орловском уезде в 90-х годах XVI столетия.
Афанасий Фёдорович владел поместьем в Ливенском уезде (ум. 1616). Василий Сергеевич и Василий Антонович вёрстаны новичными окладами по Орлу (1618). Окладчик Матвей Васильевич служил по Курску, вместе с четырьмя своими родственниками (1618). Пахом Волобуев убит под Конотопом (1659). Трифон Волобуев воевода в Верхососенском (1679), Красном Куте (1689).
В XVII столетии Волобуевы так же служили по Белгороду и Короче.
Никита Миронович владел населённым имением (1699).